# Анрио HD.5
Анрио HD.5 (фр. Hanriot HD.5) је француски ловачки авион. Авион је први пут полетео 1918. године. 

Највећа брзина авиона при хоризонталном лету је износила 213 km/h.
Распон крила авиона је био 10,40 метара, а дужина трупа 7,97 метара. Празан авион је имао масу од 800 килограма. Нормална полетна маса износила је око 1250 килограма. Био је наоружан са четири митраљеза калибра 7,7 милиметара.

## Наоружање
| Наоружање авиона: Анрио        |     |
| Ватрено (стрељачко) наоружање  |     |
| Топ                            |     |
| Митраљез                       |     |
| Број и ознака митраљеза        | 4   |
| Калибар                        | 7,7 |
| Бомбардерско наоружање (бомбе) |     |
| Ракетно наоружање (ракете)     |     |